# Мережева війна
Мереже́ва війна́ (англ. Netwar) — форма ведення конфліктів, коли її учасники застосовують мережеві форми організації, доктрини, стратегії та технології, пристосовані до сучасної інформаційної доби. 

## Основні напрямки
Звичайними учасниками таких мереж можуть бути терористи, кримінальні угруповання, громадські організації та соціальні рухи, які використовують децентралізацію та є гнучкими мережевеми соціальними структурами.
Це поняття у військовому сенсі вживається як, «мережева війна» — нова концепція ведення війн (див. «Мережево-центрична війна») (Emerging theory of war), розроблена Управлінням Реформування ЗС США (Office of the Force Transformation) під керівництвом віце-адмірала А.Цебровскі (Cebrowski).
Приклади мережевих війн: дії альтерглобалістів, радикальні борці за екологію, азійських тріад, руху «Хезболла», мексиканські запатисти чи сербська організація «Отпор» тощо.

## Походження терміна
Термін запропоновали американські професори Джон Аркілла (John Arquilla) і Девид Ронфельд (David Ronfeldt), які є спіробітниками корпорації RAND. Вони хотіли зосередитися конкретно на поширенні мережі на основі організаційних структур по всьому спектру соціальних конфліктів малої інтенсивності.
Арквілла та Ренфельдт стверджують, що інформаційна революція — всі нові технології, способи мислення й дії — зробили неймовірно потужним інтернет-простір і перетворили звичайне життя на дуже складне із погляду традиційних ієрархій. Одне з їхніх перших тверджень було пов'язане з визначенням військових стратегій у зв'язку з інформаційною революцією — те, що визначають терміном «кібервійни».
Новий термін «Мережева війна», на їхню думку, дозволяє краще зрозуміти новий формат конфліктів та протистоянь, до якого підійшло людство. Небезпека мережевих війн у тому, що сьогодні людина може спрямовувати сили одразу в кількох напрямках із метою винищення або захоплення території. Комп'ютерні технології дають можливість керувати зброєю на відстані кілька тисяч кілометрів, спрямовувати удар так, як потрібно, корегувати свої дії і досягати результату лише за кілька секунд. Арквілла і Ронфельдт вважають, що мережеві війни перетворюються на нову «Столітню війну», чи не найважчу у світі за всю історію, бо нападника вперше не видно.

## Українські дослідження МВ
Питання мережевих воєн досліджували в НУ «Києво-Могилянська академія», зокрема Дмитро Дроздовський.
Сучасний політолог Вадим Гречанінов ствреджує, що сьогодні Росія веде проти України мережеву війну.